# Liste von Musikmuseen nach Staat
Die folgende Liste gibt einen Überblick zu den Musikmuseen in aller Welt, geordnet nach Ländern und Regionen. Die Liste erhebt keinen Anspruch auf Vollständigkeit.

## Belgien
- Orgelsammlung Ghysels, Kallo bei Antwerpen
- Muziekinstrumentenmuseum Brüssel
- Museum Vleeshuis Antwerpen

## Brasilien
- Villa-Lobos Museum, Rio de Janeiro

## China
- Musikinstrumenten-Museum der Provinz Heilongjiang

## Deutschland
- Augustinermuseum, Freiburg
- Bachhaus, Eisenach
- Friedemann Bach-Haus, Halle (Saale)
- Bach-Museum, Leipzig
- Bach-Archiv, Leipzig
- Bach-Stammhaus, Wechmar
- Beatles-Museum, Halle (Saale)
- Beethoven-Haus, Bonn
- Brahmshaus, Baden-Baden
- Brahms-Institut, Lübeck
- Carl Maria von Weber-Ausstellung im Ostholstein-Museum, Eutin
- Carl-Maria-von-Weber-Museum, Dresden-Hosterwitz
- Carl Orff Museum, Dießen am Ammersee
- Christoph Willibald Gluck-Ausstellung im Heimatmuseum, Berching
- Edward-Grieg Gedenkstätte, Leipzig
- E.T.A. Hoffmann-Haus, Bamberg
- Franz-Liszt-Museum, Bayreuth
- Gebrüder-Lachner-Museum, Rain (Lech)
- Haus Kemnade in Hattingen – Außenstelle des Museum Bochum mit der Musikinstrumentensammlung Grumbt
- Händel-Haus, Halle (Saale)
- Heinrich-Schütz-Haus, Bad Köstritz
- Heinrich-Schütz-Haus, Weißenfels
- Historisches Museum und Bachgedenkstätte, Köthen
- HumTaTa-Instrumentenmuseum, Emsbüren
- Liszt-Haus, Weimar
- Max-Reger-Archiv, Meiningen
- Mecklenburgisches Orgelmuseum, Malchow
- Meininger Museen, Abteilungen Musikgeschichte und historische Musikinstrumente
- Mendelssohn-Haus, Leipzig
- Mozarthaus, Augsburg
- Museum betont – Ton und Tasten Museum, Kellinghusen
- Museum für Musikinstrumente der Universität Leipzig
- Museum Bassermannhaus für Musik und Kunst, Mannheim
- Musikautomaten-Museum, Bruchsal
- Musikhistorische Sammlung Jehle, Albstadt-Lautlingen
- Musikinstrumenten-Museum Berlin
- Musikinstrumenten-Museum Markneukirchen
- Musikinstrumentenmuseum Lißberg, weltgrößte Drehleier-Ausstellung
- Musikinstrumente- und Puppenmuseum, Goslar
- Musikinstrumentensammlung im Kurfürstlichen Jagdschloss, Krefeld
- Musikinstrumentensammlung der Universität Göttingen
- Musik-Museum Beeskow
- Musikmuseum Eglofs Argenbühl
- Mutter-Beethoven-Haus, Koblenz-Ehrenbreitstein
- Organeum, Weener
- Orgelmuseum Fleiter, Münster-Nienberge
- Orgel Art Museum, Windesheim
- Pianomuseum Haus Eller, Bergheim
- Ramones-Museum, Berlin
- Reuterhaus mit Richard-Wagner-Sammlung, Eisenach
- Richard-Wagner-Museum „Haus Wahnfried“, Bayreuth
- Richard-Wagner-Museum im Lohengrinhaus, Graupa
- Robert-Schumann-Haus, Zwickau
- Rock’n’popmuseum, Gronau
- Sängermuseum, Feuchtwangen[1]
- Schlagzeugmuseum Ludwigsburg
- Schumannhaus, Bonn-Endenich
- Schumann-Haus, Leipzig
- Stones Fan Museum, Lüchow (Wendland)
- Friedrich Silcher-Museum, Weinstadt-Schnait
- Toccarion – Kinder-Musik-Welt, Festspielhaus Baden-Baden
- Spohr Museum, Kassel
- Stadtgeschichtsmuseum Arnstadt „Haus zum Palmbaum“ mit Bachgedenkstätte, Arnstadt

## Finnland
- Sibelius-Museum, Turku
- Mekaanisen Musiikin Museo, Varkaus

## Frankreich
- Cité de la musique, Paris
- Musée Claude Debussy, Saint-Germain-en-Laye
- Musée des arts et métiers, Paris

## Griechenland
- Museum für Griechische Volksmusikinstrumente („MELMOKE“), Athen

## Großbritannien
- Handel House Museum, London
- City of Birmingham Museum
- Keith Hardings World of Mechanical Music, Northleach, Gloucestershire
- Mechanical Museum and Doll Collection, Chichester, Sussex
- Paul Corins Magnificent Music Machines, Liskeard, Cornwall
- St. Albans Organ Museum, St Albans, Hertfordshire
- The Musical Museum, Brentford, Middlesex[2]
- The Nickelodeon Collection, Thursford, Norfolk

## Italien
- Casa di Verdi, Busseto
- Casa Natale di Rossini, Pesaro
- Casa Museo Toscanini, Parma
- Museo degli strumenti musicali im Castello Sforzesco, Mailand
- Museo del Violino, Cremona
- Museo Donizettiano, Bergamo
- Museo nazionale degli strumenti musicali, Rom
- Torre del Lago Puccini, Viareggio (Landgut Giacomo Puccinis)
- Villa Verdi, Sant’Agata bei Busseto

## Kanada
- Musée des ondes Emile Berliner[3], Montreal

## Niederlande
- Haus Geelvinck-Hinlopen, Sweelinck Kollektion, Amsterdam
- Pianola Museum, Amsterdam

## Norwegen
- Ringve-Museum Trondheim
- Troldhaugen – Edvard Grieg Museum, Paradis

## Österreich
- Alte Anton-Bruckner-Schule, Windhaag bei Freistadt
- Anton-Bruckner-Geburtshaus, Ansfelden
- Beethoven-Gedenkstätte, Baden bei Wien
- Beethoven-Gedenkstätte, Wien-Floridsdorf
- Beethoven-Gedenkstätte „Eroica-Haus“, Wien
- Beethoven-Gedenkstätte „Heiligenstädter Testament“, Wien
- Beethoven-Gedenkstätte „Pasqualatihaus“, Wien
- Beethovenhaus, Krems an der Donau
- Blasmusikmuseum Ratten
- Brahms-Museum, Mürzzuschlag
- Brucknerzimmer, Kronstorf
- Carl Zeller-Museum, St. Peter in der Au
- Franz-Liszt-Geburtshaus, Raiding
- Franz-von-Suppé-Gedenkstätte, Gars am Kamp
- Haus der Musik, Wien
- Haydn-Geburtshaus, Rohrau
- Haydn-Wohnhaus mit Brahms-Zimmer, Wien
- Johann-Strauß-Gedenkstätte, Wien
- Komponierstube Gustav Mahlers, Steinbach am Attersee
- Mozart-Gedenkstätte „Figarohaus“, Wien
- Mozart-Gedenkstätte im Bezirksgericht, Sankt Gilgen
- Mozarts Geburtshaus, Salzburg
- Mozart-Wohnhaus, Salzburg
- Musikinstrumentenmuseum Schloss Kremsegg, Kremsmünster (seit 2019 geschlossen)[4]
- Österreichisches Blasmusikmuseum, Oberwölz
- Sammlung alter Musikinstrumente des Kunsthistorischen Museums, Wien
- Schubert-Gedenkstätte „Geburtshaus“, Wien
- Schubert-Gedenkstätte „Sterbewohnung“, Wien
- Strauss Museum, Wien
- Technisches Museum Wien

## Polen
- Museum für Musikinstrumente in Posen

## Russland
- Tschaikowski-Museum, Klin
- Russisches Musikmuseum, Moskau, (vormals Glinka-Museum)

## Schweden
- Smetana-Museum, Göteborg

## Schweiz
- Museum für Musikautomaten, Seewen
- Musikinstrumentensammlung Willisau (enthält: Sammlung Patt und Sammlung Schumacher – vormals Teil des Richard-Wagner-Museums Tribschen, Luzern)
- Musikmuseum Basel, Zweigmuseum des Historischen Museums Basel
- Richard Wagner Museum, Luzern
- Schweizerisches Museum für elektronische Musik (SMEM), Freiburg (Fribourg)
- „Salon des Pianos“, Basel
- Klingendes Museum Bern – Zentrum für historische Musikinstrumente, Bern

## Slowenien
- Hugo Wolf-Geburtshaus, Ljubljana / Laibach

## Spanien
- Casa Museo Concha Piquer, Valencia
- Museu de la Música, Barcelona

## Tadschikistan
- Gurminj-Museum, Duschanbe

## Tschechien
- Antonín Dvořák-Gedenkstätte, Vysoká u Příbrami
- Antonín Dvořák-Gedenkstätte, Zlonice
- Antonín Dvořák-Gedenkstätte, Nelahozeves
- Antonín Dvořák Museum, Prag
- Bedřich Smetana-Gedenkstätte, Jabkenice
- Bedřich Smetana Museum, Prag
- Leoš-Janáček-Gedenkstätte, Brno
- Mozart-Gedenkstätte, Prag

## Ungarn
- Beethoven-Gedenkstätte, Martonvásár
- Franz Liszt-Gedenkstätte und Forschungszentrum, Budapest
- Kodály Zoltán-Gedenkstätte, Budapest

## USA
- Country Music Hall of Fame, Nashville
- Rock and Roll Hall of Fame, Cleveland